# María Eugenia Guzmán
María Eugenia Guzmán (Guayaquil, 8 de septiembre de 1945-1996) fue una tenista ecuatoriana, considerada como la más destacada del país en competencias internacionales.

## Carrera
Guzmán ganó dos medallas para Ecuador en los Juegos Panamericanos de 1967 celebrados en Winnipeg. Fue medallista de plata en dobles femenino con Ana María Ycaza y consiguió bronce en dobles mixtos haciendo pareja con Pancho Guzmán.
Para los Juegos Olímpicos de 1968 en la Ciudad de México, participó en los torneos de tenis de demostración y exhibición, y obtuvo el tercer puesto en las exhibiciones de individuales y dobles femeninos. 
Las mejores actuaciones de Guzmán en torneos de Grand Slam fueron en el Roland Garros 1969 y en Wimbledon 1970, en donde llegó hasta la tercera ronda.
En 1972, y ya en los últimos años de su carrera, sería partícipe de la clasificación de Ecuador a la Copa Federación por primera vez. En el torneo disputó tres partidos, en la primera ronda se enfrentó ante el equipo iraní, ganando en individuales a Sadigheh Akbari por 6-4,6-2 y en dobles, junto a Ana María Ycaza vencieron a Parvin Afshar y Sadigheh Akbari por 6-0,6-0, avanzando a la segunda ronda del Grupo Mundial, en donde perdería en individuales antes la francesa Françoise Durr por 6-1,6-3.